# طلمبات بني عبيد
قرية طلمبات بنى عبيد هي إحدى القرى التابعة لمركز بنى عبيد في محافظة الدقهلية في جمهورية مصر العربية. حسب إحصاءات سنة 2006، بلغ إجمالي السكان في طلمبات بنى عبيد 3160 نسمة، منهم 1619 رجل و1541 امرأة.